# 선댄스TV
선댄스TV(SundanceTV)는 미국의 텔레비전 채널이다.